# Casa Teresa Figueres
La Casa Teresa Figueres és una obra eclèctica de Sant Boi de Llobregat (Baix Llobregat) protegida com a Bé Cultural d'Interès Local.

## Descripció
Edifici entre mitgeres d'inspiració eclèctica compost per planta baixa, planta noble i un segon pis que acusa exteriorment tres tramades. Una gran balconada remarca la primera planta i un potent ràfec remata l'edifici i oculta la balustrada amb que es protegeix la coberta a la catalana. La façana mostra baranes i reixes de ferro colat, la porta d'accés de fusteria ben tallada, sòcols, llindes i brancals de pedra de Montjuïc- i esgrafiats.